# Bouligney
Bouligney ist eine französische Gemeinde im Département Haute-Saône in der Region Bourgogne-Franche-Comté.

## Geographie
Bouligney liegt auf einer Höhe von 258 m über dem Meeresspiegel, drei Kilometer westnordwestlich von Saint-Loup-sur-Semouse und etwa 31 Kilometer nördlich der Stadt Vesoul (Luftlinie). Das Dorf erstreckt sich im äußersten Norden des Departements, in einer Mulde östlich der Talniederung des Dorgeon, am Rand des Plateaus der Vôge.
Die Fläche des 14,20 km² großen Gemeindegebiets umfasst einen Abschnitt in der leicht gewellten Landschaft am Rand der Vôge. Die westliche Grenze verläuft entlang dem Dorgeon, der für die Entwässerung des Gebietes nach Süden über die Lanterne zur Saône sorgt. Er fließt durch eine Alluvialniederung, die durchschnittlich auf 235 m liegt und eine Breite von maximal einem Kilometer aufweist. Vom Flusslauf erstreckt sich das Gemeindeareal ostwärts auf die Anhöhe von Bouligney, die durch die Mulden mehrerer Seitentälchen des Dorgeon untergliedert wird, darunter der Ruisseau de Pervas und der Ruisseau des Prés Bauquez. Im Gebiet um Bouligney herrscht landwirtschaftliche Nutzung vor.
Nach Norden erstreckt sich das Gemeindeareal in die ausgedehnte Waldung des Grand Bois. Das Plateau steigt insgesamt leicht an, wird aber durch die Talmulde des Ruisseau du Chânet unterbrochen. Auf der Hochfläche ganz im Norden, am Übergang zum Bois du Lyaumont, wird mit 357 m die höchste Erhebung von Bouligney erreicht. In geologisch-tektonischer Hinsicht besteht der südliche Teil des Gemeindegebietes aus Muschelkalk der mittleren Trias. Nördlich daran schließt eine Zone mit sandig-mergeligen und kalkigen Sedimenten an, die während der Lias (Unterjura) abgelagert wurden. Weiter im Norden, im Grand Bois, tritt Buntsandstein der Untertrias zutage.
Zu Bouligney gehören folgende Weilersiedlungen:
- Granges d'Amalix (275 m) im Tal des Ruisseau des Lauchères östlich des Grand Bois
- Ruisseau des Écrevisses (280 m) in einer Rodungsinsel im Grand Bois

Nachbargemeinden von Bouligney sind Fontenoy-le-Château und Aillevillers-et-Lyaumont im Norden, Saint-Loup-sur-Semouse im Osten, Anjeux im Süden sowie Cuve im Westen.

## Geschichte
Erstmals urkundlich erwähnt wird Bouligney im Jahr 1150. Im Mittelalter gehörte das Dorf zur Freigrafschaft Burgund und darin zum Gebiet des Bailliage d’Amont. Die lokale Herrschaft teilten sich die Priorate von Fontaine-lès-Luxeuil und Fleurey mit einem weltlichen Herrn. 1571 wurde Bouligney fast vollständig zerstört. Zusammen mit der Franche-Comté gelangte der Ort mit dem Frieden von Nimwegen 1678 definitiv an Frankreich.

## Sehenswürdigkeiten
Die Kirche von Bouligney wurde im 18. Jahrhundert erbaut und im 19. Jahrhundert restauriert. Zur Ausstattung gehören Mobiliar und Chorgestühl aus dem 18. Jahrhundert, ein Gemälde der Auferstehung Christi sowie Statuen aus dem 17./18. Jahrhundert. Das Mairie-Lavoir und der überdachte Brunnen (19. Jahrhundert) mit einer Statue von Napoleon I. sind seit 1997 als Monument historique klassiert.

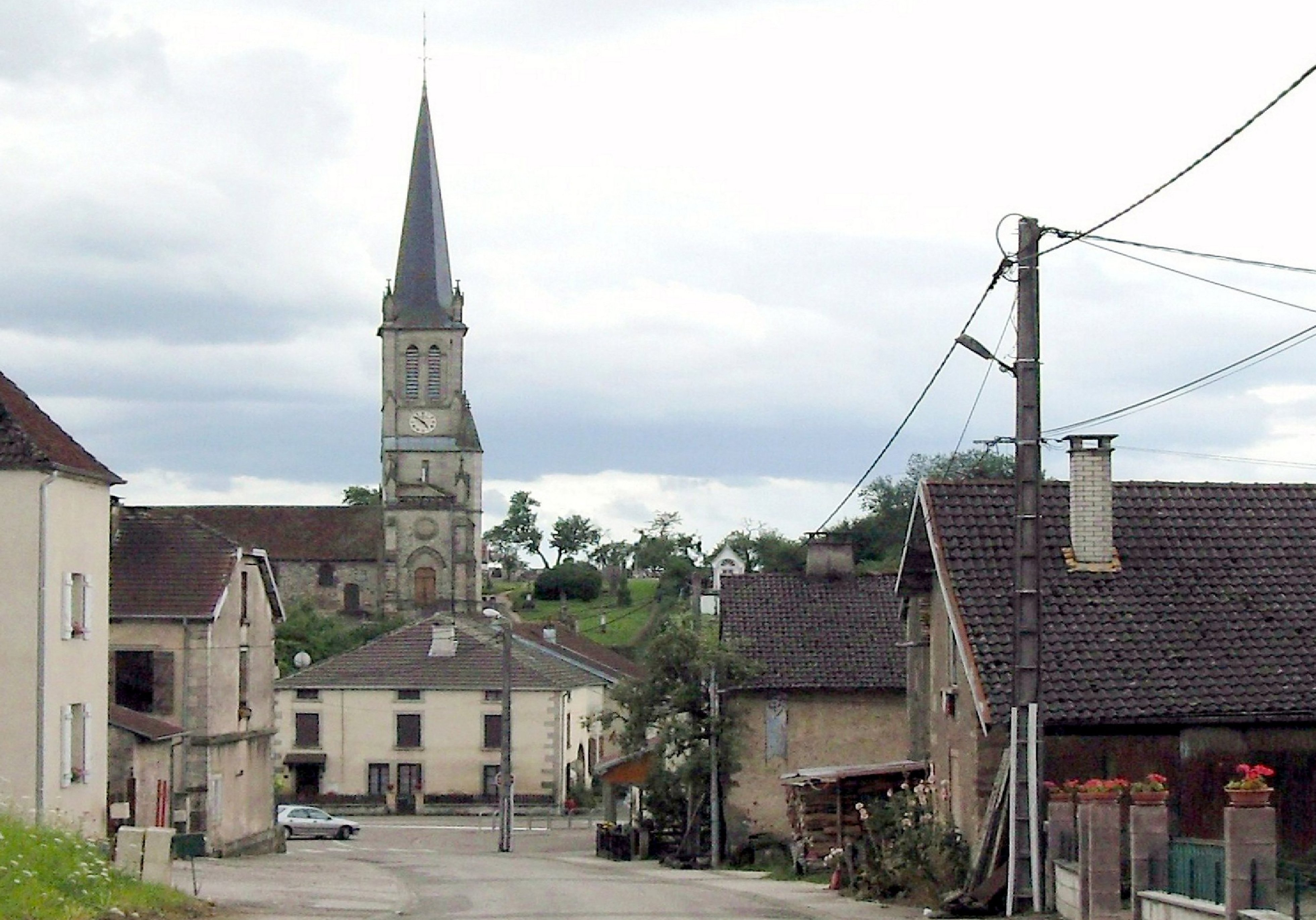
Blick zur Kirche St. Eustachius
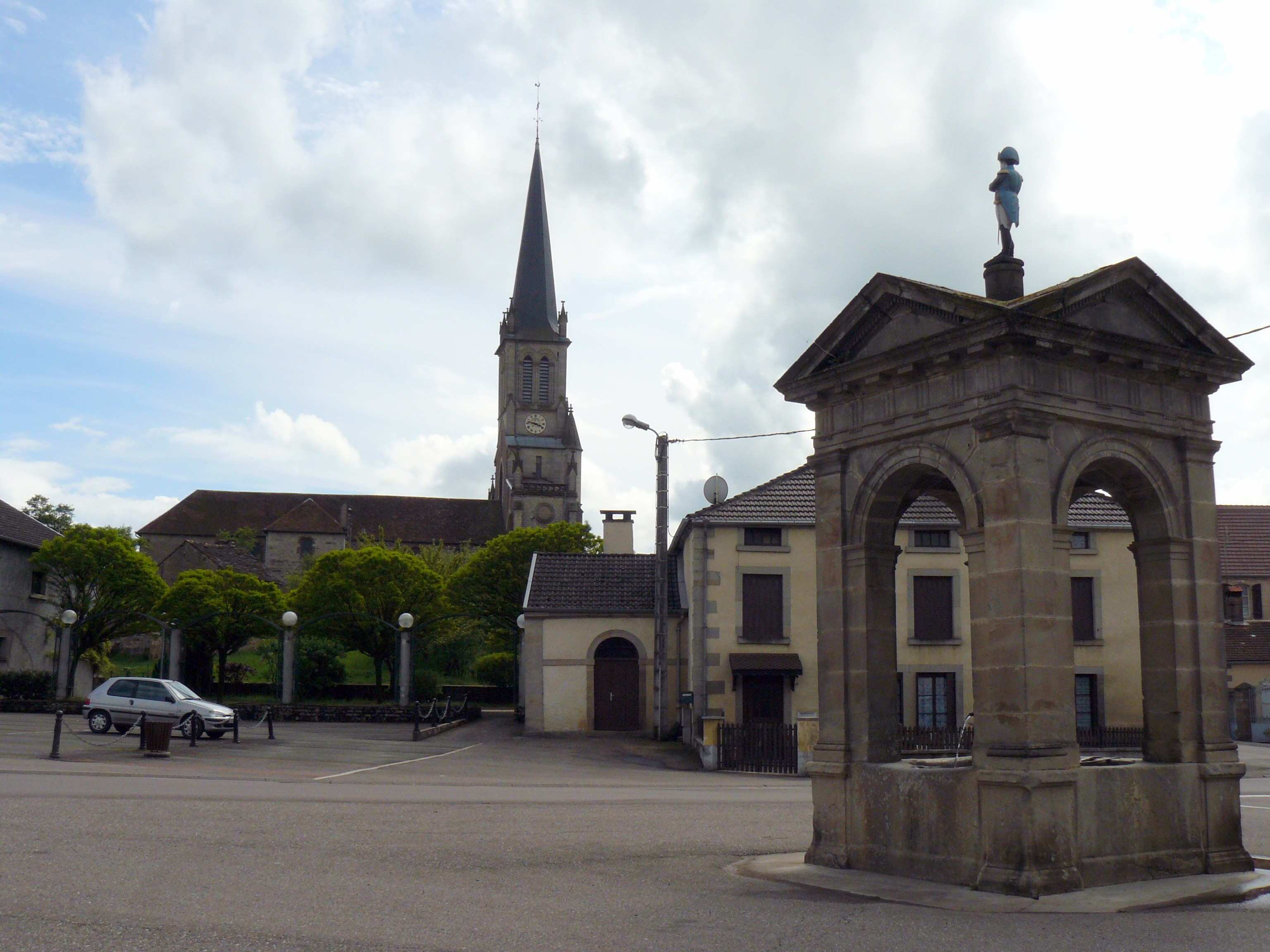
Mairie-Lavoir und überdachter Brunnen

## Bevölkerung
| Jahr                       | 1962 | 1968 | 1975 | 1982 | 1990 | 1999 | 2011 | 2020 |
| Einwohner                  | 430  | 463  | 418  | 454  | 481  | 431  | 429  | 404  |
| Quellen: Cassini und INSEE |      |      |      |      |      |      |      |      |

Mit 404 Einwohnern (1. Januar 2022) gehört Bouligney zu den kleineren Gemeinden des Départements Haute-Saône. Nachdem die Einwohnerzahl in der ersten Hälfte des 20. Jahrhunderts deutlich abgenommen hatte (1886 wurden noch 719 Personen gezählt), wurden seit Beginn der 1960er Jahre nur noch relativ geringe Schwankungen verzeichnet.

## Wirtschaft und Infrastruktur
Bouligney war bis weit ins 20. Jahrhundert hinein ein vorwiegend durch die Landwirtschaft (Ackerbau, Weinbau und Viehzucht) und die Forstwirtschaft geprägtes Dorf. Heute gibt es einige Betriebe des lokalen Kleingewerbes, vor allem in den Branchen Holz- und Textilverarbeitung sowie Dienstleistungsunternehmen. In den letzten Jahrzehnten hat sich das Dorf zu einer Wohngemeinde gewandelt. Viele Erwerbstätige sind deshalb Wegpendler, die in den größeren Ortschaften der Umgebung ihrer Arbeit nachgehen.
Die Ortschaft ist verkehrstechnisch gut erschlossen. Sie liegt an der Hauptstraße D417, die von Luxeuil-les-Bains nach Bourbonne-les-Bains führt. Weitere Straßenverbindungen bestehen mit Lyaumont und Anjeux.